# Pergalumna incomperta
Pergalumna incomperta är en kvalsterart som beskrevs av Engelbrecht 1972. Pergalumna incomperta ingår i släktet Pergalumna och familjen Galumnidae. Inga underarter finns listade i Catalogue of Life.